# Gare d'Iiyama
La gare d'Iiyama (飯山駅, Iiyama-eki) est une gare ferroviaire située à Iiyama, dans la préfecture de Nagano au Japon. Elle est exploitée par la East Japan Railway Company (JR East).

## Situation ferroviaire
Gare d'échange, la gare d'Iiyama est située au point kilométrique (PK) 147,3 de la ligne Shinkansen Hokuriku et au PK 19,2 de la ligne Iiyama.

## Histoire
La gare d'Iiyama a été inaugurée le 20 octobre 1921. Depuis le 14 mars 2015, la gare est desservie par la ligne Shinkansen Hokuriku.

## Service des voyageurs

### Accueil
La gare dispose d'un bâtiment voyageurs, avec guichets, ouvert tous les jours.

### Desserte
- Ligne Iiyama :
  - voie 1 : direction Toyono et Nagano
  - voie 2 : direction Togarinozawa-Onsen, Tōkamachi et Echigo-Kawaguchi
- Ligne Shinkansen Hokuriku :
  - voie 11 : direction Nagano, Takasaki et Tokyo
  - voie 12 : direction Toyama, Kanazawa et Tsuruga